# Locris hieroglyphica
Locris hieroglyphica is een halfvleugelig insect uit de familie schuimcicaden (Cercopidae). De wetenschappelijke naam van deze soort is voor het eerst geldig gepubliceerd in 1883 door Lethierry.